# Campeonato de Escocia de Rugby 2009-10
El Campeonato de Escocia de Rugby (Premiership One) de 2009-10 fue la 37° edición del principal torneo de rugby de Escocia.

## Sistema de disputa
El torneo se disputó en formato de todos contra todos en la que cada equipo enfrentó a cada uno de sus rivales.
El equipo que al finalizar el torneo obtuviera mayor cantidad de puntos, se coronó como campeón del torneo, mientras que los últimos dos descienden a segunda división.

## Clasificación
| Pos. | Equipo             | Encuentros | Encuentros | Encuentros | Encuentros | Tantos | Tantos | Tantos | Puntos |
| Pos. | Equipo             | PJ         | PG         | PE         | PP         | F      | C      | Dif    | Puntos |
| ---- | ------------------ | ---------- | ---------- | ---------- | ---------- | ------ | ------ | ------ | ------ |
| 1.º  | Currie Chieftains  | 22         | 21         | 0          | 1          | 952    | 318    | +634   | 101    |
| 2.º  | Ayr RFC            | 21         | 19         | 0          | 2          | 667    | 362    | +305   | 92     |
| 3.º  | Melrose RFC        | 22         | 12         | 2          | 8          | 600    | 453    | +147   | 67     |
| 4.º  | Dundee HSFP        | 22         | 12         | 0          | 10         | 587    | 454    | +133   | 63     |
| 5.º  | Heriot's FP        | 22         | 12         | 0          | 10         | 580    | 496    | +84    | 60     |
| 6.º  | Glasgow Hawks      | 22         | 12         | 1          | 9          | 576    | 521    | +55    | 60     |
| 7.º  | Selkirk            | 21         | 8          | 2          | 11         | 488    | 633    | -145   | 44     |
| 8.º  | Boroughmuir RFC    | 22         | 8          | 0          | 14         | 467    | 599    | -132   | 43     |
| 9.º  | West of Scotland   | 22         | 8          | 0          | 14         | 475    | 697    | -222   | 43     |
| 10.º | Watsonians         | 22         | 7          | 1          | 14         | 393    | 578    | -185   | 39     |
| 11.º | Edinburgh Accies   | 22         | 7          | 0          | 15         | 421    | 569    | -148   | 37     |
| 12.º | Stewart's Melville | 22         | 2          | 0          | 20         | 323    | 849    | -526   | 13     |

|  | Campeón.    |
|  | Descendido. |

| Bandera de Escocia        |
| Campeón Currie Chieftains |
| Segundo título            |